# 馬修·錢斯

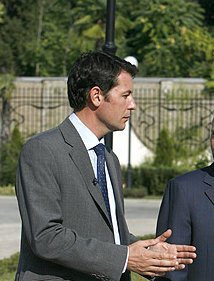
2008年的錢斯

馬修·傑拉德·錢斯（英語：Matthew Gerald Chance；1970年3月—）是一名英國記者，現為CNN資深國際特派 。錢斯著名的國際新聞報導包括2001年的阿富汗戰事、美國主導的侵入伊拉克行動、2005年倫敦爆炸案、中東地區情勢、别斯兰人质危机、俄羅斯情勢、2005年巴基斯坦大地震、2004年南亞海嘯、2008年南奥塞梯戰事，以及2022年的俄羅斯-烏克蘭衝突等。

## 生平

### 早年
錢斯在英格蘭中部地區成長，生涯早期在亞洲以自由記者的身分活動。

### 職業生涯
錢斯在2001年加入CNN，接手史蒂夫·哈里根（Steve Harrigan）的工作，後者在外派阿富汗期間跳槽福斯新聞，爭議一時。
在2011年的利比亞內戰，錢斯與其他記者同業遭到穆阿迈尔·卡扎菲劫持，期間他透過Twitter做內部報導，甚至在紅十字會前來救援時，錢斯仍在和CNN台內實時連線。
目前錢斯的駐地是莫斯科，他是少數曾訪問弗拉基米尔·普京的西方記者之一。

## 獲獎與榮譽
- 杜邦獎（英语：Alfred I. duPont–Columbia University Award）
- 皮博迪獎

## 外部連結
- CNN的錢斯簡介 （页面存档备份，存于）